# Medfinansieringen av sjukpenningen
Medfinansieringen av sjukpenningen var under 2005 och 2006 en reform som innebar att arbetsgivaren var med och finansierade de anställda som uppbar sjukpenning på heltid, från den 15:e sjukskrivningsdagen. Den så kallade "Särskilda sjukförsäkringsavgiften" (ej att förväxla med den "vanliga" sjukförsäkringsavgiften) var 15% av hel sjukpenning.
Den borgerliga regeringen Reinfeldt avskaffade medfinansieringen den 1 januari 2007.

## Undantag
Det fanns en hel del undantag. Arbetsgivaren behövde inte betala särskild sjukförsäkringsavgift:
- när den anställde börjat arbeta igen,
- om den anställda arbetade till viss del, det vill säga var deltidssjukskriven,
- om den anställde deltog i rehabilitering och fick rehabiliteringsersättning,
- om den anställde fick förebyggande sjukpenning,
- om den anställde hade beviljats utökat särskilt högriskskydd,[3]
- om den anställde fick sjuk- eller aktivitetsersättning.

Arbetsgivaren behövde inte betala om avgiften per kalenderår och arbetsgivare inte översteg 12 000 kronor. Man behövde heller inte betala mer än fyra procent av sin sammanlagda lönesumma i särskild sjukförsäkringsavgift.

## Medfinansieringen i praktiken
När medfinansieringen infördes sänktes den ordinära sjukförsäkringsavgiften (den som är en del av arbetsgivaravgiften) med 0,24 procentenheter till 10,15% för att kompensera ökade utgifter för företagen. Om man tar med detta i beräkningarna kommer man fram till att medfinansieringen faktiskt minskade arbetsgivarens kostnad; svenska företag tjänade år 2005 lite drygt en halv miljard (700 miljoner) på utgifterna för medfinansieringen minus intäkterna från minskningen av arbetsgivaravgiften.
– Det är svårt att fördela äran för att ohälsotalet minskar, men visst är medfinansieringen en bidragande orsak, säger Bertil Thorslund, utredare på försäkringskassan.